# Amici x sempre
AMICIXSEMPRE è un singolo del gruppo musicale italiano Pooh, pubblicato il 13 aprile 2023 in versione stereo.

## Descrizione
Il brano è una riedizione dell'omonimo Amici per sempre del 1996, pubblicato in occasione della reunion del gruppo per l'estate 2023. Tra le novità del brano vi sono la voce di Riccardo Fogli e la batteria di Phil Mer al posto di quella capitanata da Stefano D'Orazio.

## Tracce
Testi di Valerio Negrini, musiche di Roby Facchinetti.
1. AMICIXSEMPRE – 4:01

## Formazione

### Pooh
- Roby Facchinetti - Tastiera, Voce
- Dodi Battaglia - Chitarra elettrica, Voce
- Red Canzian -  Basso elettrico, Voce
- Riccardo Fogli - Voce

### Altri musicisti
- Phil Mer -  Batteria
- Danilo Ballo - Arrangiamenti, Tastiera